# Coubert
Coubert is een gemeente in het Franse departement Seine-et-Marne (regio Île-de-France) en telt 1275 inwoners (1999). De plaats maakt deel uit van het arrondissement Melun.

## Geografie
De oppervlakte van Coubert bedraagt 8,4 km², de bevolkingsdichtheid is 151,8 inwoners per km².
De onderstaande kaart toont de ligging van Coubert met de belangrijkste infrastructuur en aangrenzende gemeenten.

## Demografie
Onderstaande figuur toont het verloop van het inwonertal (bron: INSEE-tellingen).